# تویکینو (باشقیرستان)
تویکینو (انگلیسی: Toykino, Republic of Bashkortostan) یک شهرک در شهرستان کالتاسینسکی استان باشقیرستان کشور روسیه است.